# Лардье-э-Валанса
Лардье́-э-Валанса́ (фр. Lardier-et-Valença, окс. Lardier) — коммуна во Франции, находится в регионе Прованс — Альпы — Лазурный Берег. Департамент коммуны — Верхние Альпы. Входит в состав кантона Таллар. Округ коммуны — Гап.
Код INSEE коммуны — 05071.

## Население
Население коммуны на 2008 год составляло 269 человек.
| 1962 | 1968 | 1975 | 1982 | 1990 | 1999 | 2008 |
| ---- | ---- | ---- | ---- | ---- | ---- | ---- |
| 147  | 157  | 134  | 145  | 176  | 198  | 269  |

## Экономика

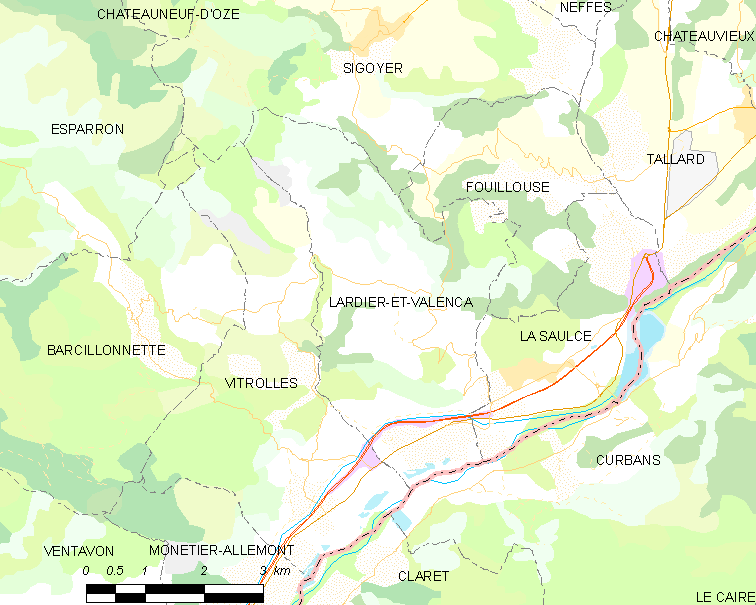
Карта коммуны

В 2007 году среди 169 человек в трудоспособном возрасте (15—64 лет) 124 были экономически активными, 45 — неактивными (показатель активности — 73,4 %, в 1999 году было 77,2 %). Из 124 активных работали 115 человек (57 мужчин и 58 женщин), безработных было 9 (5 мужчин и 4 женщины). Среди 45 неактивных 11 человек были учениками или студентами, 21 — пенсионерами, 13 были неактивными по другим причинам.